# Simning vid världsmästerskapen i simsport 2017
Simning vid världsmästerskapen i simsport 2017 avgjordes mellan 23 och 30 juli 2017 i Donau Arena i Budapest. Totalt 42 tävlingar i klasserna herrar, damer och mix fanns på programmet.

## Medaljsummering

### Damer
| Disciplin       | Guld | Guld         | Silver                                                                                             | Silver       | Brons | Brons      |
| Distans         | Tävlande | Tid          | Tävlande                                                                                           | Tid          | Tävlande | Tid        |
| 50 m frisim     | Sarah Sjöström (SWE) | 23,69        | Ranomi Kromowidjojo (NED)                                                                          | 23,85        | Simone Manuel (USA) | 23,97 0NR0 |
| 100 m frisim    | Simone Manuel (USA) | 52,27 0NR0   | Sarah Sjöström (SWE)                                                                               | 52,31        | Pernille Blume (DEN) | 52,69      |
| 200 m frisim    | Federica Pellegrini (ITA)                                                                                               | 1.54,73      | Katie Ledecky (USA) · Emma McKeon (AUS)                                                            | 1.55,18      | — | —          |
| 400 m frisim    | Katie Ledecky (USA) | 3.58,34 0MR0 | Leah Smith (USA)                                                                                   | 4.01,54      | Li Bingjie (CHN) | 4.03,25    |
| 800 m frisim    | Katie Ledecky (USA) | 8.12,68      | Li Bingjie (CHN)                                                                                   | 8.15,46 0AR0 | Leah Smith (USA) | 8.17,22    |
| 1500 m frisim   | Katie Ledecky (USA) | 15.31,82     | Mireia Belmonte (ESP)                                                                              | 15.50,89     | Simona Quadarella (ITA) | 15.53,86   |
| 50 m ryggsim    | Etiene Medeiros (BRA)                                                                                                   | 27,14 0AR0   | Fu Yuanhui (CHN)                                                                                   | 27,15        | Aljaksandra Herasimenja (BLR) | 27,23 0AR0 |
| 100 m ryggsim   | Kylie Masse (CAN) | 58,10 0VR0   | Kathleen Baker (USA)                                                                               | 58,58        | Emily Seebohm (AUS) | 58,59      |
| 200 m ryggsim   | Emily Seebohm (AUS) | 2.05,68 0AR0 | Katinka Hosszú (HUN)                                                                               | 2.05,85      | Kathleen Baker (USA) | 2.06,48    |
| 50 m bröstsim   | Lilly King (USA) | 29,40 0VR0   | Julija Jefimova (RUS)                                                                              | 29,57        | Katie Meili (USA) | 29,99      |
| 100 m bröstsim  | Lilly King (USA) | 1.04,13 0VR0 | Katie Meili (USA)                                                                                  | 1.05,03      | Julija Jefimova (RUS) | 1.05,05    |
| 200 m bröstsim  | Julija Jefimova (RUS)                                                                                                   | 2.19,64      | Bethany Galat (USA)                                                                                | 2.21,77      | Shi Jinglin (CHN) | 2.21,93    |
| 50 m fjärilsim  | Sarah Sjöström (SWE) | 24,60 0MR0   | Ranomi Kromowidjojo (NED)                                                                          | 25,38        | Farida Osman (EGY) | 25,39 0AR0 |
| 100 m fjärilsim | Sarah Sjöström (SWE) | 55,53 0MR0   | Emma McKeon (AUS)                                                                                  | 56,18        | Kelsi Worrell (USA) | 56,37      |
| 200 m fjärilsim | Mireia Belmonte (ESP)                                                                                                   | 2.05,26      | Franziska Hentke (GER)                                                                             | 2.05,39      | Katinka Hosszú (HUN) | 2.06,02    |
| 200 m medley    | Katinka Hosszú (HUN) | 2.07,00      | Yui Ohashi (JPN)                                                                                   | 2.07,91      | Madisyn Cox (USA) | 2.09,71    |
| 400 m medley    | Katinka Hosszú (HUN) | 4.29,33 0MR0 | Mireia Belmonte (ESP)                                                                              | 4.32,17      | Sydney Pickrem (CAN) | 4.32,88    |
| 4×100 m frisim  | USA Mallory Comerford Kelsi Worrell Katie Ledecky Simone Manuel Lia Neal1 Olivia Smoliga1                               | 3.31,72 0NR0 | Australien Shayna Jack Bronte Campbell Brittany Elmslie Emma McKeon Emily Seebohm1 Madison Wilson1 | 3.32,01      | Nederländerna Kim Busch Femke Heemskerk Maud van der Meer Ranomi Kromowidjojo                                                      | 3.32,64    |
| 4×200 m frisim  | USA Leah Smith Mallory Comerford Melanie Margalis Katie Ledecky Cierra Runge1 Hali Flickinger1 Madisyn Cox1             | 7.43,39      | Kina Ai Yanhan Liu Zixuan Zhang Yuhan Li Bingjie Wang Jingzhuo1 Shen Duo1                          | 7.44,96      | Australien Madison Wilson Emma McKeon Kotuku Ngawati Ariarne Titmus Shayna Jack1 Leah Neale1                                       | 7.48,51    |
| 4×100 m medley  | USA Kathleen Baker Lilly King Kelsi Worrell Simone Manuel Olivia Smoliga1 Katie Meili1 Sarah Gibson1 Mallory Comerford1 | 3.51,55 0VR0 | Ryssland Anastasija Fesikova Julija Jefimova Svetlana Tjimrova Veronika Popova Natalia Ivaneeva1   | 3.53,38 0AR0 | Australien Emily Seebohm Taylor McKeown Emma McKeon Bronte Campbell Holly Barratt1 Jessica Hansen1 Brianna Throssell1 Shayna Jack1 | 3.54,29    |

1 Simmare som endast deltog i försöken men som tilldelades medalj.

### Herrar
| Disciplin       | Guld | Guld             | Silver                                                                                             | Silver      | Brons | Brons    |
| Distans         | Tävlande | Tid              | Tävlande                                                                                           | Tid         | Tävlande | Tid      |
| 50 m frisim     | Caeleb Dressel (USA)                                                                                             | 21,15            | Bruno Fratus (BRA)                                                                                 | 21,27       | Benjamin Proud (GBR) | 21,43    |
| 100 m frisim    | Caeleb Dressel (USA)                                                                                             | 47,17            | Nathan Adrian (USA)                                                                                | 47,87       | Mehdy Metella (FRA) | 47,89    |
| 200 m frisim    | Sun Yang (CHN)                                                                                                   | 1.44,39 0AR0     | Townley Haas (USA)                                                                                 | 1.45,04     | Aleksandr Krasnych (RUS) | 1.45,23  |
| 400 m frisim    | Sun Yang (CHN)                                                                                                   | 3.41,38          | Mack Horton (AUS)                                                                                  | 3.43,85     | Gabriele Detti (ITA) | 3.43,93  |
| 800 m frisim    | Gabriele Detti (ITA)                                                                                             | 7.40,77 0AR0     | Wojciech Wojdak (POL)                                                                              | 7.41,73     | Gregorio Paltrinieri (ITA) | 7.42,44  |
| 1500 m frisim   | Gregorio Paltrinieri (ITA)                                                                                       | 14.35,85         | Mychailo Romantjuk (UKR)                                                                           | 14.37,14    | Mack Horton (AUS) | 14.47,70 |
| 50 m ryggsim    | Camille Lacourt (FRA)                                                                                            | 24,35            | Junya Koga (JPN)                                                                                   | 24,51       | Matt Grevers (USA) | 24,56    |
| 100 m ryggsim   | Xu Jiayu (CHN)                                                                                                   | 52,44            | Matt Grevers (USA)                                                                                 | 52,48       | Ryan Murphy (USA) | 52,59    |
| 200 m ryggsim   | Jevgenij Rylov (RUS)                                                                                             | 1.53,61 0AR0     | Ryan Murphy (USA)                                                                                  | 1.54,21     | Jacob Pebley (USA) | 1.55,06  |
| 50 m bröstsim   | Adam Peaty (GBR)                                                                                                 | 25,99            | João Gomes Júnior (BRA)                                                                            | 26,52 0AR0  | Cameron van der Burgh (RSA) | 26,60    |
| 100 m bröstsim  | Adam Peaty (GBR)                                                                                                 | 57,47 0MR0       | Kevin Cordes (USA)                                                                                 | 58,70       | Kirill Prigoda (RUS) | 59,05    |
| 200 m bröstsim  | Anton Tjupkov (RUS)                                                                                              | 2.06,96 0MR0 AR0 | Yasuhiro Koseki (JPN)                                                                              | 2.07,29     | Ippei Watanabe (JPN) | 2.07,47  |
| 50 m fjärilsim  | Benjamin Proud (GBR)                                                                                             | 22,75            | Nicholas Santos (BRA)                                                                              | 22,79       | Andrij Hovorov (UKR) | 22,84    |
| 100 m fjärilsim | Caeleb Dressel (USA)                                                                                             | 49,86            | Kristóf Milák (HUN)                                                                                | 50,62 0VRJ0 | Joseph Schooling (SIN) · James Guy (GBR) | 50,83    |
| 200 m fjärilsim | Chad le Clos (RSA)                                                                                               | 1.53,33          | László Cseh (HUN)                                                                                  | 1.53,72     | Daiya Seto (JPN) | 1.54,21  |
| 200 m medley    | Chase Kalisz (USA)                                                                                               | 1.55,56          | Kosuke Hagino (JPN)                                                                                | 1.56,01     | Wang Shun (CHN) | 1.56,28  |
| 400 m medley    | Chase Kalisz (USA)                                                                                               | 4.05,90 0MR0     | Dávid Verrasztó (HUN)                                                                              | 4.08,38     | Daiya Seto (JPN) | 4.09,14  |
| 4×100 m frisim  | USA Caeleb Dressel Townley Haas Blake Pieroni Nathan Adrian Zach Apple1 Michael Chadwick1                        | 3.10,06          | Brasilien Gabriel Santos Marcelo Chierighini César Cielo Bruno Fratus                              | 3.10,34     | Ungern Dominik Kozma Nándor Németh Péter Holoda Richárd Bohus                                                                                | 3.11,99  |
| 4×200 m frisim  | Storbritannien Stephen Milne Nicholas Grainger Duncan Scott James Guy Calum Jarvis1                              | 7.01,70          | Ryssland Michail Dovgalyuk Michail Vekovisjtjev Danila Izotov Aleksandr Krasnych Nikita Lobintsev1 | 7.02,68     | USA Blake Pieroni Townley Haas Jack Conger Zane Grothe Conor Dwyer1 Clark Smith1 Jay Litherland1                                             | 7.03,18  |
| 4×100 m medley  | USA Matt Grevers Kevin Cordes Caeleb Dressel Nathan Adrian Ryan Murphy1 Cody Miller1 Tim Phillips1 Townley Haas1 | 3.27,91          | Storbritannien Chris Walker-Hebborn Adam Peaty James Guy Duncan Scott Ross Murdoch1                | 3.28,95     | Ryssland Jevgenij Rylov Kirill Prigoda Aleksandr Popkov Vladimir Morozov Grigorij Tarasevitj1 Anton Tjupkov1 Daniil Pachomov1 Danila Izotov1 | 3.29,76  |

1 Simmare som endast deltog i försöken men som tilldelades medalj.

### Mix
| Disciplin      | Guld | Guld         | Silver | Silver       | Brons | Brons   |
| Distans        | Tävlande | Tid          | Tävlande | Tid          | Tävlande | Tid     |
| 4×100 m frisim | USA Caeleb Dressel Nathan Adrian Mallory Comerford Simone Manuel Blake Pieroni1 Townley Haas1 Lia Neal1 Kelsi Worrell1 | 3.19,60 0VR0 | Nederländerna Ben Schwietert Kyle Stolk Femke Heemskerk Ranomi Kromowidjojo Maud van der Meer1                             | 3.21,81 0AR0 | Kanada Yuri Kisil Javier Acevedo Chantal Van Landeghem Penny Oleksiak Markus Thormeyer1 Sandrine Mainville1                                                                                                | 3.23,55 |
| 4×100 m medley | USA Matt Grevers Lilly King Caeleb Dressel Simone Manuel Ryan Murphy1 Kevin Cordes1 Kelsi Worrell1 Mallory Comerford1  | 3.38,56 0VR0 | Australien Mitch Larkin Daniel Cave Emma McKeon Bronte Campbell Kaylee McKeown1 Matthew Wilson1 Grant Irvine1 Shayna Jack1 | 3.41,210AR0  | Kanada Kylie Masse Richard Funk Penny Oleksiak Yuri Kisil Javier Acevedo1 Rebecca Smith1 Chantal van Landeghem1 Kina 0AR0 Xu Jiayu Yan Zibei Zhang Yufei Zhu Menghui Li Guangyuan1 Shi Jinglin1 Li Zhuhao1 | 3.41,25 |

1 Simmare som endast deltog i försöken men som tilldelades medalj.

## Medaljtabell
| Placering | Land           | Guld | Silver | Brons | Totalt |
| --------- | -------------- | ---- | ------ | ----- | ------ |
| 1         | USA            | 18   | 10     | 10    | 38     |
| 2         | Storbritannien | 4    | 1      | 2     | 7      |
| 3         | Kina           | 3    | 3      | 4     | 10     |
| 3         | Ryssland       | 3    | 3      | 4     | 10     |
| 5         | Sverige        | 3    | 1      | 0     | 4      |
| 6         | Italien        | 3    | 0      | 3     | 6      |
| 7         | Ungern         | 2    | 4      | 2     | 8      |
| 8         | Australien     | 1    | 5      | 4     | 10     |
| 9         | Brasilien      | 1    | 4      | 0     | 5      |
| 10        | Spanien        | 1    | 2      | 0     | 3      |
| 11        | Kanada         | 1    | 0      | 3     | 4      |
| 12        | Frankrike      | 1    | 0      | 1     | 2      |
| 12        | Sydafrika      | 1    | 0      | 1     | 2      |
| 14        | Japan          | 0    | 4      | 3     | 7      |
| 15        | Nederländerna  | 0    | 3      | 1     | 4      |
| 16        | Ukraina        | 0    | 1      | 1     | 2      |
| 17        | Tyskland       | 0    | 1      | 0     | 1      |
| 17        | Polen          | 0    | 1      | 0     | 1      |
| 19        | Vitryssland    | 0    | 0      | 1     | 1      |
| 19        | Danmark        | 0    | 0      | 1     | 1      |
| 19        | Egypten        | 0    | 0      | 1     | 1      |
| 19        | Singapore      | 0    | 0      | 1     | 1      |
| Totalt    | Totalt         | 42   | 43     | 43    | 128    |